# Parts per trillion
 For alternative betydninger, se Ppt.
Parts per trillion eller forkortelsen ppt er amerikansk-engelsk og betyder billiontedele. Da trillion har to forskellige betydninger og kan misforstås, anbefaler BIPM at ppt ikke bliver brugt.